# Milan Matulović
Milan Matulović (10. července 1935, Bělehrad – 9. října 2013) byl srbský, dříve jugoslávský šachista, který měl od roku 1965 titul šachového velmistra. Byl jedním z nejsilnějších jugoslávských šachistů, a to za Svetozarem Gligorićem a Borislavem Ivkovem. Aktivní byl hlavně do roku 1977, ale turnajů se účastnil až do roku 2006.
V roce 1958 odehrál tréninkový zápas na 4 partie s Bobbym Fischerem a prohrál 2,5 : 1,5. V roce 1961 se stal mezinárodním mistrem, o 4 roky později pak šachovým velmistrem. V letech 1965 a 1967 vyhrál Jugoslávský šachový šampionát. Jeho velice dobrým výsledkem bylo první sdílené místo ve Skopje s Gligorićem, Ivkovem a Lvem Polugajevskym, protože skončili před bývalým mistrem světa Botvinnikem a také Jefimem Gellerem. Zúčastnil se 6 šachových olympiád, přičemž z 78 partií jich 46 vyhrál, 28 zremizoval a 4 prohrál, tj. úspěšnost 76,9 %, což je 10. nejlepší skóre vůbec.
Nikdy se neprobojoval do turnaje kandidátů. V roce 1970 se zúčastnil zápasu Utkání století SSSR – svět: hrál na 8. šachovnici proti Botvinnikovi. Ze čtyř partií 1 prohrál, zbylé remizoval.
Jeho herní styl byl útočný.